# Australian Championships 1947
Turniej tenisowy Australian Championships, dziś znany jako wielkoszlemowy Australian Open, rozegrano w 1947 roku w Sydney w dniach 18 – 27 stycznia.

## Zwycięzcy

### Gra pojedyncza mężczyzn
- Dinny Pails (AUS) – John Bromwich (AUS) 4:6, 6:4, 3:6, 7:5, 8:6

### Gra pojedyncza kobiet
- Nancye Wynne Bolton (AUS) – Nell Hall Hopman (AUS) 6:3, 6:2

### Gra podwójna mężczyzn
- John Bromwich (AUS)/Adrian Quist (AUS) – Frank Sedgman (AUS)/George Worthington (AUS) 6:1, 6:3, 6:1

### Gra podwójna kobiet
- Thelma Coyne Long (AUS)/Nancye Wynne Bolton (AUS) – Mary Bevis Hawton (AUS)/Joyce Fitch (AUS) 6:3, 6:3

### Gra mieszana
- Nancye Wynne Bolton (AUS)/Colin Long (AUS) – Joyce Fitch (AUS)/John Bromwich (AUS) 6:3, 6:3